# Gian Francesco Alois
Gian Francesco Alois (1515 circa – Napoli, 4 marzo 1564) è stato un letterato italiano, decapitato e bruciato per eresia dall'Inquisizione.

## Biografia
Detto Il Caserta, dalla provincia nella quale la famiglia, ricca e nobile, possedeva grandi estensioni di terre, Gian Francesco era figlio di Aloisio Alois e di Ippolita Caracciolo e sposò un'altra esponente della nobile famiglia Caracciolo, Isabella. Dedito alle lettere, fu amico di molti umanisti, quali Galeazzo Florimonte, Paolo Manuzio, Ludovico Dolce, Paolo Giovio. Scipione Ammirato lo rese protagonista del suo dialogo Il Rota, ovvero delle imprese, ed egli stesso fu autore di poesie, pubblicate in Rime di diversi Signori Napoletani, Venezia 1552 e in Rime di diversi nobilissimi et eccellentissimi autori in morte della Signora Irene di Spilimbergo, Venezia 1561.
Fu tra i primi discepoli di Juan de Valdés, l'evangelico nicodemita spagnolo che tanta parte ebbe nella diffusione a Napoli delle idee riformate, insieme con Marcantonio Flaminio - il coautore con Benedetto Fontanini del Beneficio di Cristo - che l'Alois ospitò nel 1539 nella sua villa di Piedimonte e ne fu ringraziato nei Carmina dell'umanista friulano. Nella villa di Piedimonte ospitò anche il frate agostiniano e allievo del Valdés Lorenzo Romano, perché vi tenesse scuola: questi fu scoperto nel 1551, fuggì ma poi, presentatosi spontaneamente a Roma, abiurò.
Vide il fratello Giambattista morire durante le proteste, avvenute a Napoli nel 1547, contro l'Inquisizione, e favorì la conversione alla Riforma del cugino, il marchese di Vico Galeazzo Caracciolo che, quando prese la decisione di riparare in Svizzera, nel 1551, invano gli chiese di seguirlo. Fu presto coinvolto nella repressione inquisitoriale condotta da Giulio Antonio Santori dell'eresia valdesiana: ricercato dapprima nel suo feudo di Piedimonte, nel settembre del 1552 si trasferirà con la moglie a Napoli, dove fu arrestato.
L'11 ottobre fu trasferito con altri arrestati a Roma, per mare, e rinchiuso nelle carceri dell'Inquisizione a Santa Maria sopra Minerva. Grazie all'intercessione di uno dei cardinali inquisitori, Girolamo Verallo, in cui fratello Matteo era suo amico, e alla pubblica abiura, fu rilasciato il 23 dicembre dietro cauzione e poté ritornare a Napoli. Era stata un'abiura di convenienza e l'Alois riprese le sue abituali frequentazioni, mentre la sua famiglia, particolarmente irritata contro l'inquisitore Santori, a detta di quest'ultimo non esitò a minacciarlo di morte.
La morte, nell'agosto del 1559, di papa Paolo IV, violento repressore di ogni dissenso religioso, fu accolta con manifestazioni di giubilo sia a Roma che altrove: «gli heretici di Napoli e di Caserta et di altre parti fecero moltissimi pasquini volgari e latini contra lui, per l'odio che gli portavano», annotò l'inquisitore Santori. e l'Alois dirà un giorno che «mentre visse Paulo Quarto noi andavamo assi ritenuti nelli ragionamenti di queste cose, ma dipoi, che se intese de la brusata di Ripetta et che era morto Papa Paulo quarto, noi altri, che eravamo di queste oppinioni alargamo la mano, et si ragionava a pieno di queste oppinioni lutherane».
L'illusione di ottenere una qualche tolleranza durerà poco; intanto, l'Alois poteva permettersi di frequentare noti personaggi già sospetti d'eresia, come Giulia Gonzaga e Pietro Carnesecchi. Ma un fatto nuovo venne a turbare definitivamente l'esistenza dell'Alois: Juan de Soto, notabile spagnolo e segretario vice-reale, nel 1562 si era visto rifiutare dal barone Consalvo Bernaudo - già costretto all'abiura anni prima ed amicissimo dell'Alois - la mano della figlia Cornelia, malgrado offerte, lusinghe e anche minacce. Come estrema risorsa, il de Soto fece arrestare dall'Inquisizione, a Napoli, l'Alois, con l'intenzione di usare la sua liberazione come merce di scambio con la mano di Cornelia Bernaudo. Il ricatto ebbe successo e il de Soto poté sposare la figlia del barone, ma l'Alois non fu liberato e nell'ottobre del 1562 venne tradotto, insieme con altri inquisiti, tra i quali il nobile di Aversa Giovanni Bernardino Gargano, nelle carceri del Sant'Uffizio a Roma, per il timore che la sua detenzione a Napoli scatenasse reazioni violente da parte della influente famiglia degli Alois e di quelle a loro vicine.
L'inchiesta a carico dell'Alois proseguì a Napoli: il teste Giovan Battista Sasso, suo parente e amico, affermò il 13 settembre 1563 che Gian Francesco Alois gli aveva confidato anni prima di aver abiurato «per forza, et per non perdere la vita, perché quando era stato in mano de' preti bisognava che avesse detto come volevano loro [...] però tutte quelle oppinioni, che esso Giovan Francesco haveva insegnate al modo lutherano et tenute, diceva che erano vere et che le teneva per vere, così come le teneva et credeva prima». Queste opinioni consistevano nel ritenere che «il Papa non haveva autorità alcuna, eccetto di predicare l'Evangelio [...] diceva gran male di Papa Paolo quarto [...] la Fede sola senza le opere nostre buone era sufficienta a giustificar l'huomo, et che bastava per soddisfatione de' nostri peccati lo sangue et la Passione di Giesù Christo [...] chi era predestinato necessariamente doveva andare in Paradiso, et che la vera Chiesa era delli Eletti et Predestinati». Inoltre, il purgatorio non esisteva e le indulgenze richieste e i giubilei indetti dalla Chiesa erano solo «burle et inventioni per trovar denaro».
L'Alois e il Gargano furono riportati a Napoli per ascoltare la sentenza di morte, emessa il 3 gennaio 1564 ma il 10 gennaio vennero sottoposti a tortura per strappar loro i nomi dei seguaci. Entrambi confessarono e il 1º marzo fu emessa la «nuova e definitiva sentenza declaratoria»: dichiarati eretici impenitenti, pertinaci e relassi, furono consegnati al braccio secolare per l'esecuzione della condanna, avvenuta il 4 marzo per decapitazione e rogo dei cadaveri in piazza del Mercato.